# صداسازی پرندگان

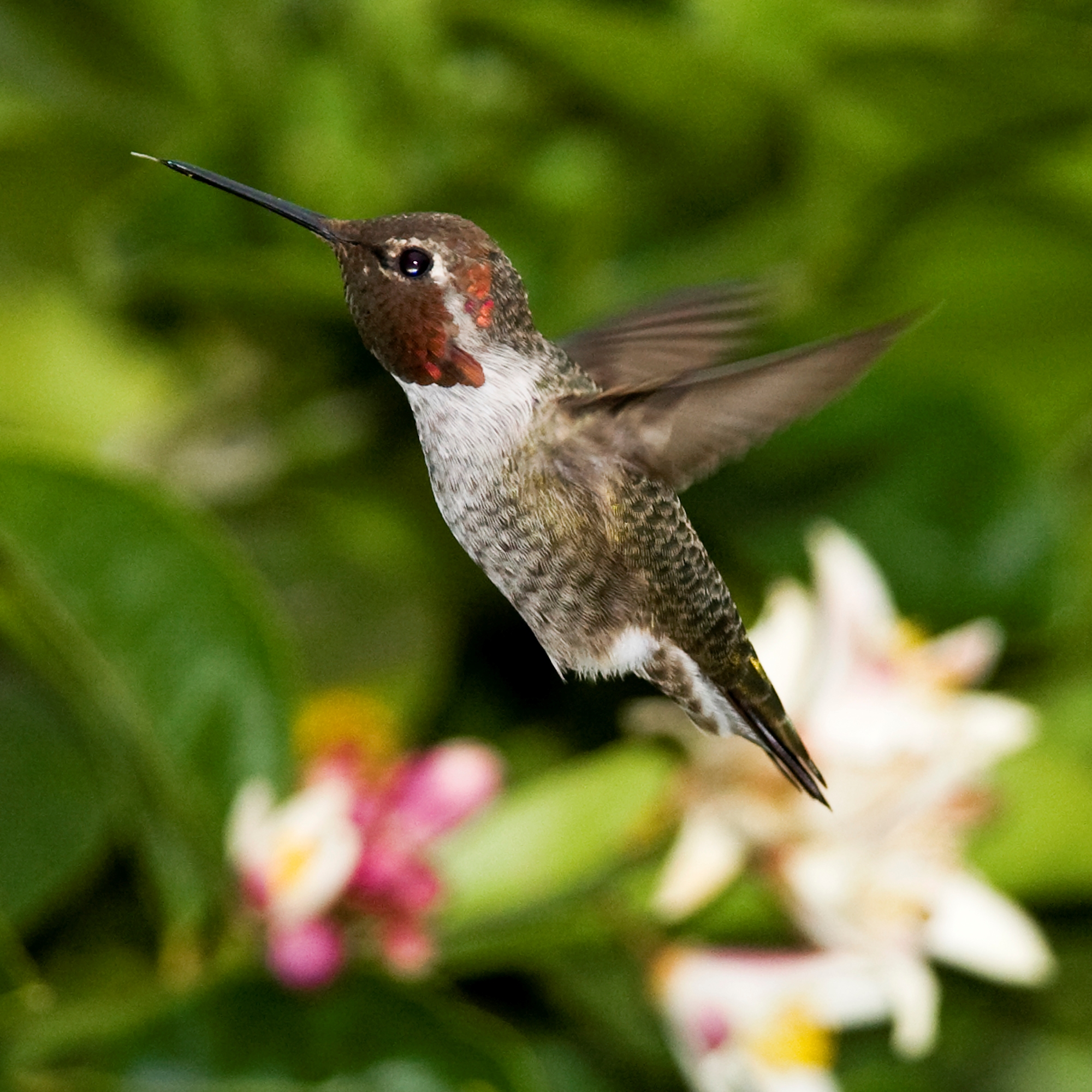
مرغ مگس آنا

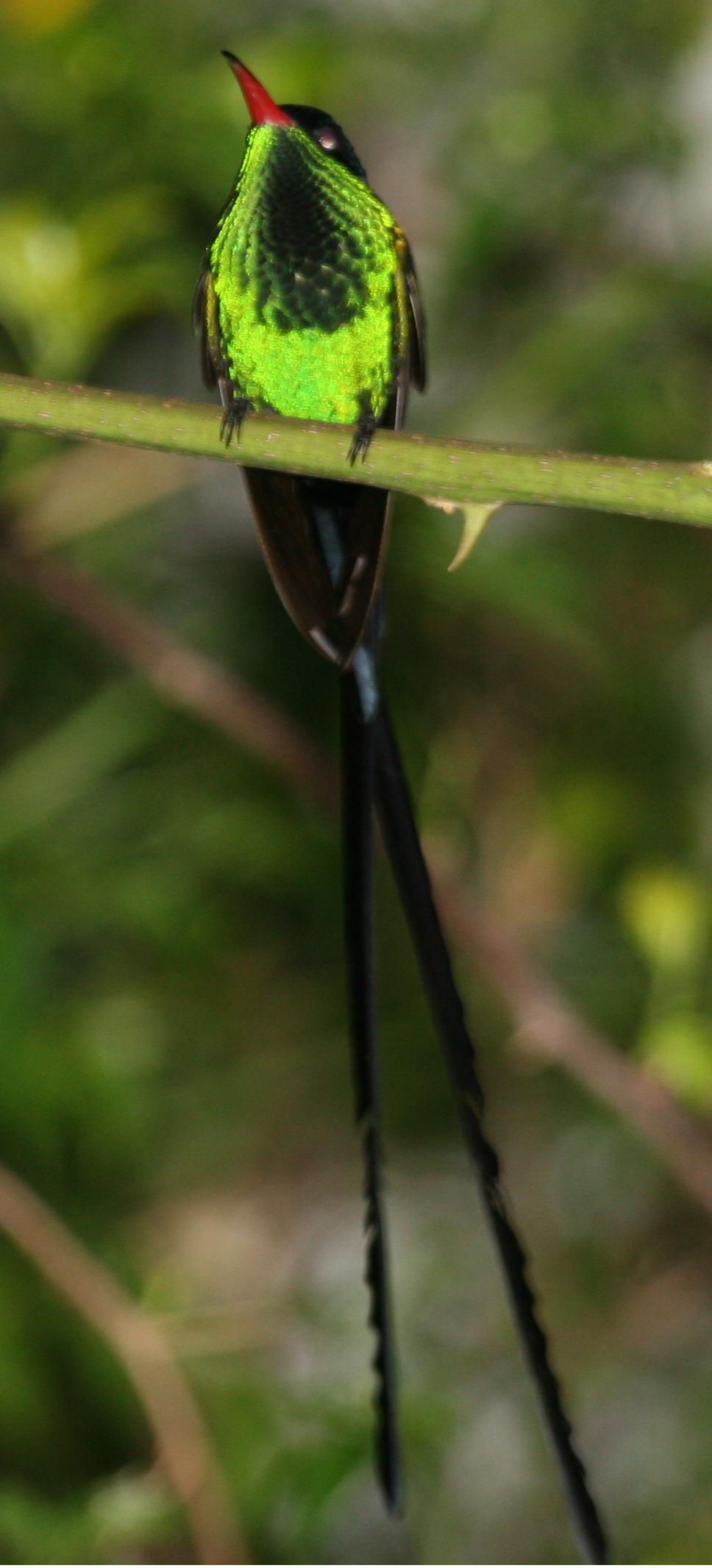
نواردم نوک‌سرخ

صداسازی پرندگان (به انگلیسی: Sonation)، صداهایی است که توسط پرندگان و با استفاده از سازوکارهایی غیر از سوتک تولید می‌شود. اصطلاح سونات به عنوان تولید عمدی صداها، نه از گلو، بلکه از ساختارهایی مانند نوک، بال‌ها، دم، پاها و پرهای بدن یا با استفاده از ابزار توصیف می‌شود.
به عنوان مثال می‌توان به صدای تولید شده توسط پرهای دم در مرغ مگس آنا، طبل زدن پرهای دم پاشلک آفریقایی و پاشلک معمولی، نواختن نوک توسط لک‌لک‌ها یا ضربه زدن عمدی منطقه‌ای که دارکوب‌ها انجام می‌دهند و برخی از اعضای خانواده طوطی‌ها، مانند طوطی‌کاکلی نخل که با چوب‌های شکسته بر روی درختان توخالی می‌کوبند. پرواز نمایشی چکاوک بال‌کوب دماغه شامل یک بالا رفتن شیب‌دار همراه با بال‌زدن است.
جغدهای انبار برای نشان دادن خشم یا ترس یک صدای محکم و ناگهانی ایجاد می‌کنند. هوبره‌ها، سیاه‌هوبره‌ها و هوبره‌های آفریقایی خانوادۀ Otididae دارای پا زدن در نمایش‌های جفت‌گیری خود هستند. مطالعات نشان داده‌است که حداقل چهار نوع صداسازی توسط دو جنس رنگینک‌های بال‌کوتاه و رنگینک‌ها به کار گرفته شده‌است - کف زدن بال علیه بال که بالای پشت، دست زدن بال علیه بدن، تکان دادن بال به هوا و پرهای بال علیه دم انجام می‌شود. فیلم‌های ویدئویی از رنگینک‌های بال‌چوبی نر، رنگینک بال‌چماقی، نشان می‌دهد که آن‌ها هماهنگی پایداری را تولید می‌کنند که از ارتعاش پرهای بال‌های ثانویه مشتق شده‌اند. این مکانیسم در پرندگان معادل جیرجیر بندپایان است.